# Echipa națională de fotbal a Bruneiului
Echipa națională de fotbal a Bruneiului reprezintă Brunei în competițiile internaționale de fotbal. Este coordonată de Asociația de
Fotbal din Brunei. Nu s-a calificat la nici un turneu final.

## Calificări

### Campionatul Mondial
- 1930 până în 1998: nu a participat
- 2002: nu s-a calificat
- 2006 până în 2010 nu a participat
- 2014 si 2018 nu sa calificat
nu a participat

### Cupa Asiei
Nu s-a calificat.

### Cupa Challenge AFC
| AFC Challenge Cup | AFC Challenge Cup | AFC Challenge Cup | AFC Challenge Cup | AFC Challenge Cup | AFC Challenge Cup | AFC Challenge Cup | AFC Challenge Cup |
| An                | Rundă             | M                 | V                 | E                 | Î                 | GP                | GÎ                |
| ----------------- | ----------------- | ----------------- | ----------------- | ----------------- | ----------------- | ----------------- | ----------------- |
| 2006              | Grupe             | 3                 | 1                 | 1                 | 1                 | 2                 | 2                 |
| 2008              | Nu s-a calificat  | -                 | -                 | -                 | -                 | -                 | -                 |
| 2010              | Nu s-a calificat  | -                 | -                 | -                 | -                 | -                 | -                 |
| Total             | Grupe             | 3                 | 1                 | 1                 | 1                 | 2                 | 2                 |